# Río Miranda

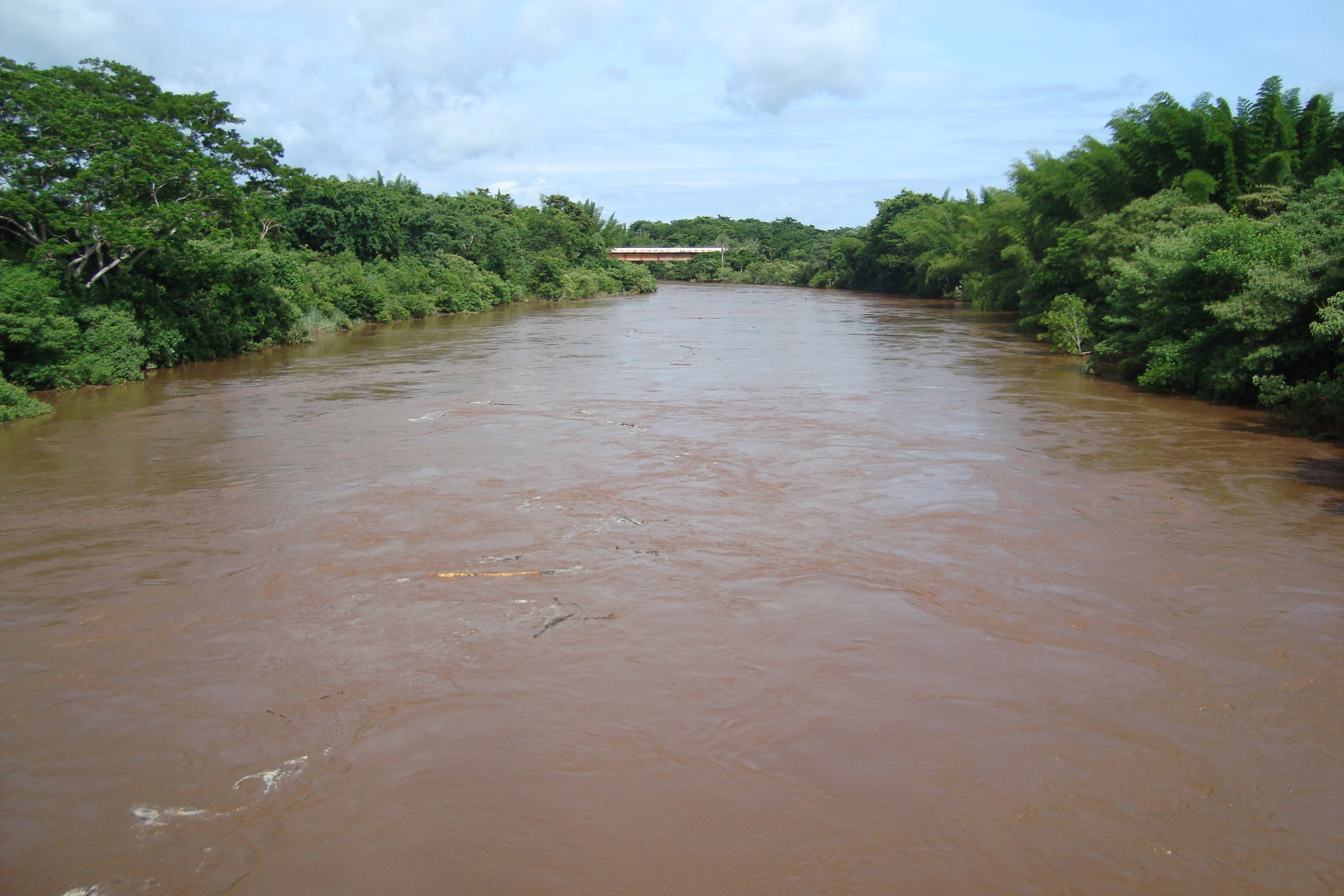

El río Miranda o Mbotetey, escrito en mapas antiguos como Mboteteý  (otrora llamado Corrientes por los españoles y Mondego por los portugueses)  es un río del estado de Mato Grosso del Sur, Brasil,  que desemboca en el río Paraguay, atravesando el Pantanal.
Perteneciente a la Cuenca del Plata, nace en la Sierra de Maracayú con la unión de los ríos Hondo y Roncador, en el municipio de Jardim con una dirección sur- norte, para luego internarse en el Gran Pantanal, donde vira hacia el este afluyendo en el río Paraguay, en 1811 fue uno de los límites que declaró Paraguay.[cita requerida]
Se entiende que este río es el que los españoles llamaban Corrientes  y consideraban como uno de los límites entre el Virreinato del Río de la Plata (español) y el Brasil portugués.
En el valle del Mbotetey se desarrollaron importantes pueblos de las misiones del Itatín, los cuales en gran parte fueron destruidos a fines del siglo XVIII por los bandeirantes aliados con los caduveos.[cita requerida]
- Datos: Q1288341
- Multimedia: Rio Miranda / Q1288341